# 555計時器

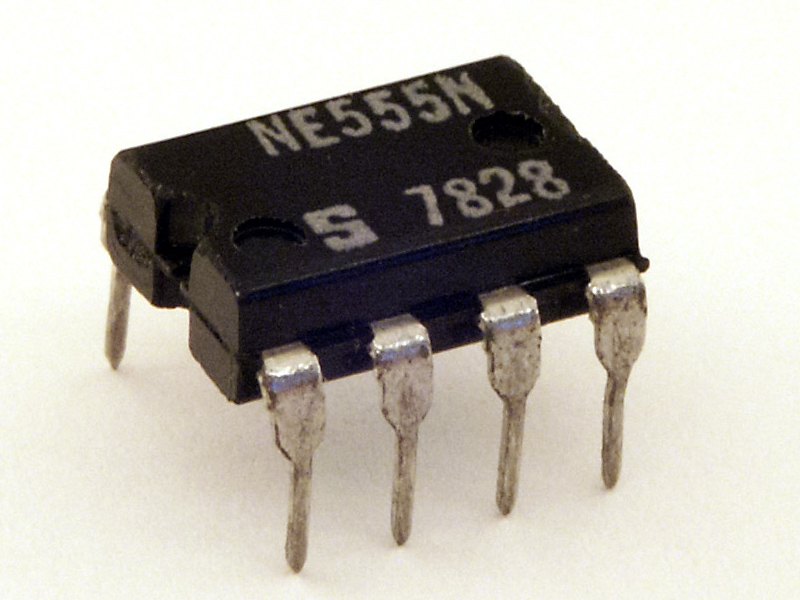
DIP封装的NE555

555内部电路图

555定时器是一種積體電路晶片，常被用于定时器、脉冲產生器和震盪电路。555可被作为电路中的延时器件、触发器或起振元件。
555定时器于1971年由西格尼蒂克公司（Signetics）推出，由于其易用性、低廉的价格和良好的可靠性，直至今日仍被广泛应用于电子电路的设计中。许多厂家都生产555芯片，包括采用双极型晶体管的传统型号和采用CMOS设计的版本。555被认为是当前年产量最高的芯片之一，仅2003年，就有约10亿枚的产量。

## 设计
555定时器由瑞士電子工程師漢斯·R·卡門曾德（Hans R. Camenzind）于1971年为西格尼蒂克公司设计。西格尼蒂克公司后来被飞利浦公司所并购。
不同的制造商生产的555芯片有不同的结构，标准的555芯片集成有25个晶体管，2个二极管和15个电阻并通过8个引脚引出(DIP-8封装)。555的派生型号包括556（集成了两个555的DIP-14芯片）和558与559。
NE555的工作温度范围为0-70°C，军用级的SE555的工作温度范围为−55到+125 °C。555的封装分为高可靠性的金属封装（用T表示）和低成本的环氧树脂封装（用V表示），所以555的完整标号为NE555V、NE555T、SE555V和SE555T。一般认为555芯片名字的来源是其中的三枚5KΩ电阻，但Hans Camenzind否认这一说法并声称他是随意取的这三个数字。
555还有低功耗的版本，包括7555和使用CMOS电路的TLC555。7555的功耗比标准的555低，而且其生产商宣称7555的控制引脚并不像其他555芯片那样需要接地电容，同时供电与地之间也不需要消除雜訊的去耦电容。

## 引脚

555芯片引脚图

DIP封装的555芯片各引脚功能如下表所示：
| 引脚 | 名称            | 功能                                                                    |
| ---- | --------------- | ----------------------------------------------------------------------- |
| 1    | GND（地）       | 接地，作为低电位（0V）                                                  |
| 2    | TRIG（触发）    | 当此引脚电压降至1/3 VCC（或由控制端决定的阈值电压）时输出端给出高电位。 |
| 3    | OUT（输出）     | 输出高电位（+VCC）或低电位。                                            |
| 4    | RST（复位）     | 当此引脚接高电位时定时器工作，当此引脚接地时芯片复位，输出低电位。      |
| 5    | CTRL（控制）    | 控制芯片的阈值电压。（当此引脚接空时默认两阈值电压为1/3 VCC与2/3 VCC）. |
| 6    | THR（阈值）     | 当此引脚电压升至2/3 VCC（或由控制端决定的阈值电压）时输出端给出低电位。 |
| 7    | DIS（放电）     | 内接OC门，用于给电容放电。                                              |
| 8    | V+, VCC（供电） | 提供高电位并给芯片供电。                                                |

## 用途
555定时器可工作在三种工作模式下：
- 单稳态模式：在此模式下，555功能为单次触发。应用范围包括定时器，脉冲丢失检测，反弹跳开关，轻触开关，分频器，电容测量，脉冲宽度调制（PWM）等。
- 无稳态模式：在此模式下，555以振荡器的方式工作。这一工作模式下的555芯片常被用于频闪灯、脉冲发生器、逻辑电路时钟、音调发生器、脉冲位置调制（PPM）等电路中。如果使用热敏电阻作为定时电阻，555可构成温度传感器，其输出信号的频率由温度决定。
- 双稳态模式（或称施密特触发器模式）：在DIS引脚空置且不外接电容的情况下，555的工作方式类似于一个RS触发器，可用于构成锁存开关。

### 单稳态模式

单稳态555电路图

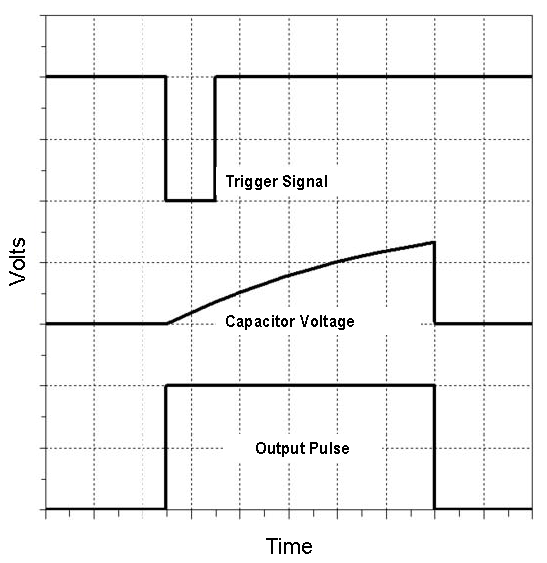
触发信号，电容电压与输出脉冲宽度示意图

在单稳态工作模式下，555定时器作为单次触发脉冲发生器工作。当触发输入电压降至VCC的1/3时开始输出脉冲。输出的脉宽取决于由定时电阻与电容组成的RC网络的时间常数。当电容电压升至VCC的2/3时输出脉冲停止。根据实际需要可通过改变RC网络的时间常数来调节脉宽。
输出脉宽t，即电容电压充至VCC的2/3所需要的时间由下式给出：
{\displaystyle t=RC\ln(3)\approx 1.1RC}
虽然一般认为当电容电压充至VCC的2/3时电容通过OC门瞬间放电，但是实际上放电完毕仍需要一段时间，这一段时间被称为“弛豫时间”。在实际应用中，触发源的周期必须要大于弛豫时间与脉宽之和（实际上在工程应用中是远大于）。

### 双稳态模式
双稳态工作模式下的555芯片类似基本RS触发器。在这一模式下，触发引脚（引脚2）和复位引脚（引脚4）通过上拉电阻接至高电平，阈值引脚（引脚6）被直接接地，控制引脚（引脚5）通过小电容（0.01到0.1μF）接地，放电引脚（引脚7）浮空。所以当引脚2输入高(有误应为低)电压时输出置位，当引脚4接地时输出复位。

### 无稳态模式

555无稳态电路

无稳态工作模式下555定时器可输出连续的特定频率的方波。电阻R1接在VCC与放电引脚(引脚7)之间，另一个电阻(R2)接在引脚7与触发引脚（引脚2）之间，引脚2与阈值引脚（引脚6）短接。工作时电容通过R1与R2充电至2/3 VCC，然后输出电压翻转，电容通过R2放电至1/3 VCC，之后电容重新充电，输出电压再次翻转。
无稳态模式下555定时器输出波形的频率由R1、R2与C决定：
{\displaystyle f={\frac {1}{\ln(2)\cdot C\cdot (R_{1}+2R_{2})}}}
输出高电平时间由下式给出：
{\displaystyle \mathrm {high} =\ln(2)\cdot (R_{1}+R_{2})\cdot C}
输出低电平时间由下式给出：
{\displaystyle \mathrm {low} =\ln(2)\cdot R_{2}\cdot C}
R1的额定功率要大于{\displaystyle {\frac {V_{cc}^{2}}{R_{1}}}}.
对于双极型555而言，若使用很小的R1会造成OC门在放电时达到饱和，使输出波形的低电平时间远大于上面计算的结果。
为获得占空比小于50%的矩形波，可以通过给R2并联一个二极管实现。这一二极管在充电时导通，短路R2，使得电源仅通过R1为电容充电；而在放电时截止以达到减小充电时间降低占空比的效果。

## 参数
以下为NE555的电气参数，其他不同规格的555定时器可能会有不同的参数，请查阅数据手册。
| 供电电压(VCC)             | 4.5-16 V                 |
| 额定工作电流(VCC = +5 V)  | 3-6 mA                   |
| 额定工作电流(VCC = +15 V) | 10-15 mA                 |
| 最大输出电流              | 200 mA                   |
| 最大功耗                  | 600mW                    |
| 最低工作功耗              | 30mW（5V），225mW（15V） |
| 温度范围                  | 0-70 °C                  |

## 衍生芯片
555定时器有许多不同公司生产的衍生型号，其中有引脚功能不同的型号，也有采用CMOS的设计。有的芯片中包括数个集成的555定时器。555芯片家族的其他一些型号如下：
| 生产厂商                 | 型号                | 备注                                |
| ------------------------ | ------------------- | ----------------------------------- |
| Avago Technologies       | Av-555M             |                                     |
| Custom Silicon Solutions | CSS555/CSS555C      | CMOS芯片，最低工作电压1.2V, IDD<5µA |
| CEMI                     | ULY7855             |                                     |
| ECG Philips              | ECG955M             |                                     |
| Exar                     | XR-555              |                                     |
| 仙童                     | NE555/KA555         |                                     |
| Harris                   | HA555               |                                     |
| IK Semicon               | ILC555              | CMOS芯片，最低工作电压2V            |
| 英特矽尔                 | SE555/NE555         |                                     |
| 英特矽尔                 | ICM7555             | CMOS                                |
| Lithic Systems           | LC555               |                                     |
| 美信                     | ICM7555             | CMOS芯片，最低工作电压2V            |
| 摩托罗拉                 | MC1455/MC1555       |                                     |
| 美国国家半导体           | LM1455/LM555/LM555C |                                     |
| 美国国家半导体           | LMC555              | CMOS芯片，最低工作电压1.5V          |
| NTE Sylvania             | NTE955M             |                                     |
| 雷神                     | RM555/RC555         |                                     |
| RCA                      | CA555/CA555C        |                                     |
| 意法半导体               | NE555N/ K3T647      |                                     |
| 德州仪器                 | SN52555/SN72555     |                                     |
| 德州仪器                 | TLC555              | CMOS芯片，最低工作电压2V            |
| 苏联                     | K1006ВИ1            |                                     |
| Zetex                    | ZSCT1555            | 最低工作电压0.9V                    |
| 恩智浦半导体             | ICM7555             | CMOS                                |
| HFO / 东德               | B555                |                                     |
| 日立                     | HA17555             |                                     |

### 556双定时器
在一块芯片中集成两个555定时器的型号为556，这种芯片包括14个引脚。

### 558四定时器
在一块芯片中集成四个555定时器的型号为558。这种芯片包括16个引脚，其中四个555定时器共用供电、接地和复位的引脚。放电引脚与阈值引脚被合为同一个引脚并被称为“定时”。同时触发引脚改为下降沿触发。

## 拓展阅读
- IC Timer Cookbook; 2nd Ed; Walter G Jung; Sams Publishing; 384 pages; 1983; ISBN 978-0-672-21932-0.
- IC 555 Projects; E.A. Parr; Bernard Babani Publishing; 144 pages; 1978; ISBN 978-0-85934-047-2.
- 555 Timer Applications Sourcebook with Experiments; Howard M Berlin; Sams Publishing; 158 pages; 1979; ISBN 978-0-672-21538-4.
- Timer, Op Amp, and Optoelectronic Circuits and Projects; Forrest M Mims III; Master Publishing; 128 pages; 2004; ISBN 978-0-945053-29-3.
- Engineer's Mini-Notebook – 555 Timer IC Circuits; Forrest M Mims III; Radio Shack; 32 pages; 1989; ASIN B000MN54A6.